# Temporada de furacões no Atlântico de 1861
A temporada de furacões no Atlântico de 1861 ocorreu durante o primeiro ano da Guerra Civil Americana e teve alguns impactos menores em eventos associados. Acredita-se que oito ciclones tropicais tenham se formado durante a temporada de 1861; a primeira tempestade se desenvolveu em 6 de julho e o sistema final se dissipou em 3 de novembro. Seis dos oito furacões atingiram o status de furacões de categoria 1 ou superior na escala de furacões Saffir-Simpson, dos quais três produziram ventos com força de furacão nos Estados Unidos. Não há totais de danos conclusivos disponíveis para quaisquer tempestades. Vinte e duas pessoas morreram em um naufrágio na costa da Nova Inglaterra, e um número indeterminado de tripulantes afundou com seu navio no furacão de julho. Com base nos ventos máximos sustentados, o primeiro e o terceiro furacões estão empatados como os mais fortes do ano, embora o método típico para determinar esse registro - pressão atmosférica barométrica central - não seja um indicador confiável devido à falta geral de dados e observações.
Quatro tempestades tropicais de 1861 já haviam sido identificadas por estudiosos e especialistas em furacões, mas mais três foram descobertas em reanálises modernas. Presume-se que as trilhas conhecidas para a maioria dos sistemas estejam incompletas, apesar dos esforços para reconstruir os caminhos dos ciclones tropicais mais antigos. Três sistemas evitaram completamente a terra. Todos eles afetaram o transporte marítimo, em alguns casos causando danos graves aos navios. Uma tempestade em setembro, conhecida como "Tempestade Equinocial", atingiu a costa Leste dos Estados Unidos e produziu condições chuvosas e ventosas tanto ao longo da costa quanto no interior. A última tempestade da temporada seguiu uma trilha semelhante e afetou uma grande frota de navios da União que navegava para a Carolina do Sul para o que se tornaria a Batalha de Port Royal. Dois navios foram afundados e vários outros tiveram que voltar para casa para reparos. No final das contas, a expedição terminou com um sucesso da União.

## Metodologia
Antes do advento da moderna tecnologia de rastreamento de ciclones tropicais, principalmente imagens de satélite, muitos furacões que não afetavam a terra diretamente passavam despercebidos, e as tempestades que afetavam a terra não eram reconhecidas até ao seu desembarque violento. Como resultado, as informações sobre temporadas de furacões mais antigas geralmente eram incompletas. Esforços modernos foram feitos e ainda estão em andamento para reconstruir as trilhas de furacões conhecidos e identificar tempestades inicialmente não detectadas. Em muitos casos, a única evidência de que um furacão existiu foram relatos de navios em seu caminho. A julgar pela direção dos ventos experimentados pelos navios e sua localização em relação à tempestade, é possível identificar aproximadamente o centro de circulação da tempestade em um determinado ponto no tempo. Esta é a maneira pela qual três das oito tempestades conhecidas na temporada de 1861 foram identificadas pela reanálise do especialista em furacões José Fernández Partagás das temporadas de furacões entre 1851 e 1910. Partagás também estendeu as trilhas conhecidas da maioria dos outros ciclones tropicais previamente identificados por estudiosos. As informações que Partagás e seu colega descobriram foram amplamente adotadas pela reanálise de furacões no Atlântico da Administração Nacional Oceânica e Atmosférica em suas atualizações no banco de dados de furacões no Atlântico (HURDAT), com alguns pequenos ajustes. HURDAT é a fonte oficial de dados de furacões como trajetória e intensidade, embora devido a uma escassez de registros disponíveis na época em que as tempestades existiam, as listas de algumas tempestades estão incompletas.
Embora existam picos de ventos extrapolados com base em quaisquer relatórios disponíveis para todas as tempestades em 1861, as listas de pressão atmosférica barométrica mínima estimadas estão presentes apenas para as três tempestades que afetaram diretamente os Estados Unidos. Dois furacões durante o ano atingiram o território continental dos Estados Unidos e, à medida que avançavam para o interior, as informações sobre sua extinção meteorológica eram limitadas. Como resultado, a intensidade dessas tempestades após o landfall e até a dissipação é baseada em um modelo de decadência desenvolvido em 1995 para prever a deterioração dos furacões no interior.

## Sistemas

### Furacão Um
Acredita-se que o primeiro ciclone tropical e furacão da temporada de 1861 tenha se formado em 6 de julho, imediatamente a leste das Ilhas Sotavento. Uma publicação de 1938 documentou os efeitos da tempestade em Guadalupe e St. Kitts e, dada a falta de relatórios anteriores sobre o ciclone, as reavaliações modernas concluíram que ele foi relativamente fraco quando afetou essas ilhas. Depois de cruzar as ilhas do norte das Sotavento, a tempestade tropical curvou-se amplamente em direção ao noroeste, provavelmente se intensificando na equivalência de um furacão de categoria 1 na escala de furacões Saffir-Simpson em 9 de julho. A maior parte da trajetória da tempestade no Atlântico ocidental era desconhecida até que foi reconstruida com base em relatórios e nos efeitos de três navios nas proximidades.
Em 10 de julho - quando a tempestade se aproximava ou em seu pico de intensidade com ventos de 160 km/h (100 mph) — o Bowditch encontrou condições severas de furacões que destruíram ambos os mastros e levaram toda a tripulação ao mar. Seu capitão conseguiu subir de volta a bordo, onde sobreviveu por mais de uma semana sem comida ou água até ser resgatado por uma escuna. O Echo e o Creole sofreram danos significativos, e a tripulação e o capitão do último navio tiveram que ser resgatados depois que ela começou a entrar na água. A extensão dos danos aos três navios serviu de base para avaliar a intensidade da tempestade no artigo da Partagás. O furacão finalmente passou entre as Bermudas e os Estados Unidos antes de se dissipar após 12 de julho

### Furacão Dois
O furacão Key West de 1861
Um mês após a dissipação do primeiro furacão, outra tempestade tropical se formou ao norte de Hispaniola em 13 de agosto. Ludlum (1963) descreveu o "Furacão de Key West " entre 14 e 16 de agosto e determinou que o sistema havia, de fato, ultrapassado o limite para o status de furacão com base nas observações de vento de dois navios. A tempestade contornou a costa norte de Cuba enquanto se movia para oeste-noroeste e passava pelo Estreito da Flórida. Por volta de 15 de agosto, Havana, Cuba experimentou fortes chuvas. Embora o ciclone não tenha atingido o solo diretamente, ele gerou ventos com força de furacão no sul da Flórida. Virou-se mais para o noroeste ao entrar no Golfo do México, onde começou a enfraquecer gradualmente. Ele está listado como tendo se dissipado em 17 de agosto no norte do Golfo.
O furacão danificou ou destruiu vários navios. Seis navios naufragaram ou encalharam nas Bahamas, e as tripulações de pelo menos dois, o John Stanley e o Linea, tiveram que ser resgatados. O navio a vapor Santiago de Cuba deixou o porto em 4 de agosto e começou a enfrentar condições de tempestade no final da tarde. O mar agitado e um forte vendaval causaram alguns danos à embarcação. Vários navios ao longo da costa leste de Cuba naufragaram durante a tempestade, gerando grande incerteza e preocupação quanto ao destino do Santiago. Pelo menos três embarcações foram perdidas ou encalhadas ao longo de Florida Keys.

### Furacão Três
A primeira tempestade a ser descoberta na reanálise dos dias modernos ocorreu no final de agosto e empata com o furacão de julho como o sistema mais forte da temporada em termos de ventos máximos sustentados. Sua trilha é conhecida entre 25 e 30 de agosto, período durante o qual progrediu geralmente para nordeste de um ponto a nordeste da ilha das Bermudas até o centro do Atlântico norte. Em 30 de agosto, o Harvest Queen registrou um barômetro de 2,830 inHg (96,000 hPa)   em 30 de agosto; este relatório foi uma forte indicação de que a tempestade atingiu a intensidade do furacão, embora o sistema provavelmente estivesse passando por sua transição para um ciclone extratropical na época.

### Furacão Quatro
O furacão subsequente também não foi reconhecido até a pesquisa contemporânea, embora a maior parte de sua trilha permaneça desconhecida. A única indicação de que existiu um ciclone tropical foi o navio David G. Wilson, que foi desmamado por uma forte tempestade em 17 de setembro. Como nenhuma outra informação está disponível sobre o furacão, ele está listado no banco de dados de furacões do Atlântico como um único ponto no Atlântico central (a 28,5°N, 50°W).

### Furacão Cinco
A primeira tempestade a atingir diretamente o continente dos Estados Unidos foi detectada pela primeira vez em 27 de setembro, na costa leste da península da Flórida. Estima-se que a tempestade tenha sido um furacão mínimo com base em observações do navio Virginia Ann. Vários outros navios encontraram a tempestade ao longo de sua trilha, incluindo o navio a vapor Marion, que experimentou horas de ventos violentos, chuvas torrenciais e trovões e relâmpagos frequentes. O furacão fez uma curva para o norte, depois para o nordeste, atingindo a Carolina do Norte no mesmo dia antes de acelerar para o nordeste ao abraçar a costa leste dos Estados Unidos. Sua trilha só é conhecida até 1200 UTC em 28 de setembro. Ludlum (1963) refere-se ao furacão como a "Tempestade Equinocial" e descreve sua área de impacto como "toda a costa".
No rescaldo da Batalha de Carnifex Ferry na atual Virgínia Ocidental, Rutherford B. Hayes da 23ª Infantaria de Ohio estava acampado ao sul do local da batalha, onde escreveu sobre uma "tempestade muito fria" em uma carta de 27 de setembro. para sua esposa Lúcia. As condições da época eram caracterizadas por vazamentos em tendas e temperaturas ficando "cada vez mais frias". Hayes escreveu: "Fomos ontem PM muito perto das obras do inimigo; fomos pegos no início desta tempestade e completamente encharcados. Dificilmente espero estar seco novamente até que a tempestade passe." Ventos fortes atingiram a área de Burlington, Nova Jersey, desde o início da noite até a meia-noite de 27 de setembro, arrancando árvores e causando alguns danos à propriedade. Mais ao norte, Boston, Massachusetts, experimentou ventos intensos e chuvas leves por cerca de cinco horas a partir da meia-noite, sem relatos iniciais de destruição significativa.

### Tempestade tropical Seis
Dois sistemas tropicais são conhecidos por terem existido durante o mês de outubro. O primeiro foi originalmente documentado por Partagás (1995), que o detectou com base em um relatório falho de um violento vendaval de um navio, o Mariquita. Dizia-se que o relatório era de 16 de outubro, mas dada a data de sua chegada à cidade de Nova York quatro dias depois e sua localização no momento do encontro com a tempestade, ela provavelmente encontrou o ciclone muito antes do mês. O violento vendaval sul-sudoeste durou 15 horas, quando o navio provavelmente estava localizado a 20,5 ° N, 47 ° W. A tempestade recebeu inicialmente um único conjunto de coordenadas para 6 de outubro e nenhuma tentativa foi feita para reconstruir sua trajetória devido à falta de certos dados sobre ela. No entanto, notou-se que um navio mais ao norte em 9 de outubro experimentou um forte vendaval. Com base na provável correlação entre os relatórios dos dois navios, a trilha da tempestade foi estendida por quatro dias até o final de 9 de outubro no banco de dados de furacões do Atlântico.

### Tempestade tropical Sete
Uma publicação de 1960 mencionou uma tempestade tropical perto de Cape Hatteras, Carolina do Norte, em algum momento de outubro de 1861, sem especificar uma data. Reportagens de jornais indicam que navios principalmente ao norte da área de Cape Hatteras encontraram fortes vendavais do norte por vários dias a partir de 7 de outubro, e os ventos na cidade de Nova York persistiram de 7 a 10 de outubro com um componente de norte. Partagás (1995) observou: "Essas descobertas não parecem apoiar um sistema tropical, mas o autor tomou a decisão de manter a tempestade [...] devido à falta de evidências sólidas contra sua existência." No entanto, pouco se sabe sobre o sistema, e sua inclusão no banco de dados de furacões é limitada a um único ponto em 35,3°N, 75,3°W.

### Furacão Oito
A expedição furacão de 1861
A tempestade final da temporada seguiu um curso geralmente norte-nordeste do Golfo do México para o norte ao longo da costa leste dos Estados Unidos entre 1º e 3 de novembro, dissipando-se sobre a Nova Inglaterra. A tempestade atravessou o sul da Flórida, e com base nas observações de Hatteras Inlet, Carolina do Norte, e observações do navio Honduras, acredita-se que tenha atingido a intensidade do furacão. O furacão atingiu a costa leste da Carolina do Norte e subiu a costa antes de cruzar o leste de Long Island e chegar à costa no sul da Nova Inglaterra. Seu fim em 3 de novembro marcou o fim da temporada de furacões no Atlântico de 1861; a próxima tempestade tropical não se formaria no Atlântico até junho de 1862. Dois sistemas de tempestade afetaram a região na semana seguinte a 28 de outubro, ambos influenciando uma expedição da Guerra Civil que foi "a maior frota de navios de guerra e transportes já montada".
A primeira tempestade, que não é reconhecida como ciclone tropical, interrompeu a montagem inicial da frota em 28 de outubro. No entanto, a frota zarpou no dia seguinte em sua missão de atacar as forças confederadas (seu destino era "supostamente um segredo militar" ). Em 2 de novembro, a expedição encontrou a segunda tempestade - o furacão tropical - que causou estragos na organização da frota e afundou dois de seus navios. Havia conhecimento na época da série de sistemas de tempestade, mas poucos detalhes sobre a condição e destino da frota, gerando grande preocupação. Alguns dos outros navios foram forçados a voltar para casa para reparos, mas a maioria superou a tempestade com sucesso. A expedição prosseguiu e tomou Port Royal Sound na Batalha de Port Royal. Conforme descrito por Ludlum (1963), o furacão é conhecido como furacão de expedição devido à sua influência na frota.
No entanto, o furacão também teve um impacto significativo na terra. No início do ano, as forças da União capturaram o forte que guardava a enseada de Hatteras na Batalha das Baterias da enseada de Hatteras. Nas primeiras horas da manhã de 2 de novembro, o alto mar começou a inundar a Ilha de Hatteras, "cobrindo completamente toda a terra seca, exceto a posição do próprio forte". Depois de quatro horas, a água começou a diminuir. As marés extremamente altas associadas ao ciclone continuaram subindo a costa até o norte de Portland, Maine. As marés de tempestade em vários pontos, incluindo Nova York, Newport, Rhode Island e Boston, atingiram níveis nunca vistos por pelo menos 10 anos e até 46 anos. Em Nova York, a tempestade persistiu por 20 horas, começando no início de 2 de novembro; as águas subindo inundaram os cais ao longo dos rios East e Hudson. A enchente subiu até cinco quarteirões para o interior, e um bar popular localizado em um hotel ficou isolado pela enchente. Em resposta, um homem transportou clientes de e para o bar em seu barco particular a um custo de dois centavos por viagem. Ventos fortes no Brooklyn derrubaram árvores e fios telegráficos.
A infraestrutura em toda a área dos três estados foi prejudicada. Partes da linha da New Jersey Railroad foram minadas e a Shore Line Railway em Bridgeport foi inundada. As inundações também foram proeminentes em New Jersey Meadowlands e ao longo da Newark Turnpike e Plank Road, que ficou temporariamente intransitável. Mais a leste, o furacão provocou inundações costeiras ao longo da costa de Long Island, enquanto os ventos do nordeste levaram vários navios para a costa ao longo da costa norte de Long Island. O lado leste do furacão atingiu a costa sudeste da Nova Inglaterra entre 2 e 3 de novembro, danificando mais de 250 embarcações em Provincetown, Massachusetts, e encalhando outras 20. A água da baía de Massachusetts inundou a vila de Wareham. No centro de Boston, a tempestade começou no final de 2 de novembro e durou até o final da manhã seguinte, embora as marés mais altas não tenham ocorrido até que as condições já tivessem melhorado. Vinte e dois ocupantes do navio Maritania morreram afogados quando a embarcação afundou após bater em uma rocha durante o pior da tempestade. Na época, ela estava localizada 1.6 km (1 mi) a leste do Boston Light.